# Кучула
Кучула (груз. კუჭულა) — село в Кедском муниципалитете Грузии.

## География
Село находится на правом берегу реки Мериси, на расстоянии в 4 километрах от посёлка городского типа Кеда, административного центра муниципалитета. Абсолютная высота — 450 метров над уровнем моря.

## Население
По данным переписи населения 2014 года, в селе проживает 201 человек.
| Год  | Население | Мужчины | Женщины |
| ---- | --------- | ------- | ------- |
| 2002 | 170       | 84      | 86      |
| 2014 | ↗201      | 110     | 91      |